# André Charlet
André Fernand Charlet (Chamonix-Mont-Blanc, Haute-Savoie, 1898. április 24. – Chamonix-Mont-Blanc, 1954. november 24.) francia jégkorongozó, olimpikon.
Az 1924. évi téli olimpiai játékokon játszott a jégkorongtornára. A francia csapat a B csoportba került. Első mérkőzésükön kikaptak a britektől 15–2-re, majd az amerikaiaktól egy megsemmisítő 22–0-s vereség, végül legyőzték a belgákat 7–5-re. 2 pontjukkal nem jutottak be a négyes döntőbe.
Következő olimpiája az 1928-as téli volt. A franciák az A csoportba kerültek. Az első mérkőzésen megverték a magyarokat 2–0-ra, majd a briteket 3–2-re és végül kikaptak a belgáktól 3–1-re. Csak a rosszabb gólkülönbség miatt nem jutottak be a négyes döntőbe.
Az 1924-es jégkorong-Európa-bajnokságon aranyérmes lett.
A Chamonix HC volt a klubcsapata és 1923-ban, 1925-ben, 1926-ban, 1927-ben 1930-ban francia bajnok volt.